# Tshwaane
Tshwaane – wieś w Botswanie w dystrykcie Southern. Według spisu ludności z 2011 roku wieś liczyła 299 mieszkańców.